# Ferdinand Jáchym z Trauttmansdorffu
Ferdinand Jáchym 3. kníže z Trauttmansdorffu (německy Ferdinand Joachim, 3. Reichsfürst von und zu Trauttmansdorff-Weinsberg; 11. června 1803 Vídeň – 31. března 1859 tamtéž) byl rakouský šlechtic z rodu Trauttmansdorffů, kteří v Čechách vlastnili rozsáhlá panství (Horšovský Týn, Litomyšl, Jičín). Roku 1852 získal Řád zlatého rouna.

## Životopis
Narodil se jako prvorozený syn Jana Nepomuka z Trauttmansdorffu (1780–1834) a Alžběty Marie z Fürstenbergu-Weitry (1784–1865), nejmladší dcery lankraběte Jáchyma Egona z Fürstenbergu (1749–1828). Kromě bratra Bedřicha, který zemřel před třicátým rokem života, měl dvě mladší sestry. Marie Anna (1806–1885) se provdala za knížete Bedřicha Krafta z Oettingen-Wallersteinu (1793–1842) a Karolína (1808–1886) za generála Karla Ludwiga Grünneho (1808–1884).
Kníže Trauttmansdorff zemřel posledního březnového dne roku 1859 ve Vídni. Místem jeho posledního odpočinku je rodové hrobce v kostele svaté Anny na Vršíčku v Horšovském Týně.

## Rodina
Oženil se ve Vídni roku 1841 s princeznou Annou (1820–1900), nejstarší dcerou generála Karla Františka z Lichtenštejna (1790–1865). Manželství bylo požehnáno narozením osmi dětí, sedm z nich se dožilo dospělosti.
- 1. Anna (25. 3 1843 Vídeň – 15. 1. 1925 Veselí Nad Moravou), manž. 1864 hrabě Viktor Pavel Chorinský (7. 8. 1838 Vídeň – 22. 1. 1901 Opatija)[1][2]
- 2. Františka (25. 6. 1844 Oberwaltersdorf – 10. 2. 1898 Beaulieu-sur-Mer), manž. 1864 hrabě Ervín Schönborn-Buchheim (9. 11. 1842 Göllersdorf – 20. 1. 1903 tamtéž)[3]
- 3. Karel (5. 9 1845 Oberwaltersdorf – 9. 11. 1921 Horšovský Týn), 4. kníže z Trauttmansdorff-Weinsbergu, manž. 1869 markraběnka Josefína Pallavicini (22. 1. 1849 Jemnice – 14. 7. 1923 Drážďany)[4]
- 4. Marie (21. 4. 1847 Vídeň – 1. 4. 1876 Šoproň), manž. 1868 Pavel IV. Esterházy z Galanty (11. 3. 1843 Vídeň – 22. 8. 1898 Oberpullendorf)[5]
- 5. Jan (11. 6. 1848 – 7. 2. 1852)[6]
- 6. Terezie (17. 5. 1852 Vídeň – 7. 9. 1914 tamtéž), manž. 1872 hrabě Otto Abensperg-Traun (23. 9. 1848 Bisamberg – 12. 2. 1899 Opatija)[7]
- 7. Ferdinand (7. 12. 1855 Vídeň – 4. 2. 1928 Hostín), manž. 1893 Berta Fischerová (5. 3. 1870 Madiswil – 23. 1. 1956 Offenbach am Main)[8]
- 8. Žofie (19. 7. 1859 Waltersdorff – 17. 8. 1898 Tomaszów Bolesławiecki), manž. 1886 hrabě Hans von Oppersdorff (26. 10. 1858 Lassoth – 23. 11. 1943 Tomaszów Bolesławiecki)[9]